# Saldinae
Saldinae is een onderfamilie van oeverwantsen. De familie werd voor het eerst wetenschappelijk beschreven door Amyot & Serville in 1843.

## Taxonomie
De familie bevat de volgende geslachtengroepen en geslachten:

- Tribus: Saldini Amyot & Serville, 1843
  - Lampracanthia Reuter, 1912
  - Salda Fabricius, 1803
  - Sciodopterus Amyot & Serville, 1843
  - Sinosalda Vinokurov, 2004
  - Teloleuca Reuter, 1912
- Tribus: Saldoidini Reuter, 1912
  - Acanthia Fabricius, 1775
  - Aoteasalda Larivière & Larochelle, 2016
  - Calacanthia Reuter, 1891
  - Capitonisalda Polhemus, 1981
  - Capitonisaldoida J. Polhemus & D. Polhemus, 1991
  - Chartosaldoida Cobben, 1987
  - Chartoscirta Stål, 1868
  - Halosalda Reuter, 1912
  - Helenasaldula Cobben, 1976
  - Ioscytus Reuter, 1912
  - Isoscytus Reuter, 1912
  - Kiwisaldula Larivière & Larochelle, 2016
  - Macrosaldula Leston & Southwood, 1964
  - Mascarenisalda J. Polhemus & D. Polhemus, 1991
  - Micracanthia Reuter, 1912
  - Oiosalda Drake & Hoberlandt, 1952
  - Orthophrys Horváth, 1911
  - Orthosaldula Gapud, 1986
  - Pseudosaldula Cobben, 1961
  - Rupisalda Polhemus, 1985
  - Saldoida Osborn, 1901
  - Saldula Van Duzee, 1914
  - Zemacrosaldula Larivière & Larochelle, 2015
- Tribus: Saldunculini J. Polhemus, 1985
  - Salduncula Brown, 1954